# Annie Mazaud
Annie Mazaud – francuska judoczka. Srebrna medalistka mistrzostw Europy w 1977. Mistrzyni Francji w 1974 roku.